# 日本の神話学
日本の神話学とは、日本神話の研究を行う学問の一領域である。本項では、神話学等による日本の神話の研究について概説する。

## 概説
日本神話は、古事記および日本書紀、風土記などにおいて記録された。日本神話において天津神・国津神の神々のなかでもとくに三柱の御子が尊いとされ、その天照大神は主宰神となっている。また、神道、民間信仰で多数な神がおり、総称して「八百万（やおよろず）の神」といわれる。
江戸時代までは官選の正史として記述された『日本書紀』の方が重要視され、『古事記』はあまり重視されていなかった。江戸中期以降、本居宣長の『古事記伝』など国学の発展によって、『日本書紀』よりも古く、かつ漢文だけでなく日本の言葉も混ぜて書かれた『古事記』の方が重視されるようになり、現在に至っている。
現在は、神話学、比較神話学、民俗学、考古学、人類学、歴史学等の領域で研究などがされている。また、日本神話の原形となったと思われる逸話や、日本神話と類似点を持つ神話はギリシャ神話、ポリネシア神話など世界中に多数存在する。日本における古墳期-奈良期にかけての国の勢力関係をも知る上での参考資料ともなっている。

## 歴史

### 中世
中世の日本でも、日本神話については、様々な解釈が行われた。本地垂迹説などに則り日本の古神話を多様に解釈・再編成された神話群の総称を中世神話、または中世日本紀とよばれる。

### 江戸期
以下、江戸時代以降の日本の神話学の歴史については、高木敏雄「日本神話学の歴史的概観」などに基づく。
荻生徂徠は「擬家大連檄」ではアマテラスを男神であるとする説を提起している。なおこの説については幕末の山県太華(山県禎)が『国史纂論』で賛同している。近年の研究では、この天照大神を男神とする説は、平安末期の武士の台頭や神仏混淆による男系社会が強まったことで広まり、中世神話などに姿を残したといわれる(天照大神#神仏習合と天照大神の男神説参照)。
1716年（享保元年）には新井白石の『古史通』が成立した。「古史通」は四巻構成であり、第一巻巻頭で「神は人なり」と説き、古代の神々を人として歴史的立場から合理的また実証主義的に事実を捉えようとする姿勢がみられ、高天原は常陸国と比定するなどしている。高天原神話、出雲神話、天の岩戸、大国主命、天孫降臨、国譲り、神武天皇の出自などを論じている。
本居宣長の『古事記伝』は、1764年（明和元年）の起稿から1798年（寛政10年）の脱稿まで、完成には約35年もの歳月が費やされ、刊行は1790年（寛政2年）から宣長没後の1822年（文政5年）にかけてである。『古事記伝』は、当時存在していた『古事記』諸写本の異同を厳密に校訂した上で本文を構築する書誌学的手法により執筆され、古語の訓を附し、その後に詳細な註釈を加えられ、そのなかで様々な考察が展開された。平田篤胤は『古史伝』などの著作において宣長の研究をうけて、日本神話について独自の研究を行っている。
ほかに、曲亭馬琴も文献学的に神典を研究し、山片蟠桃も『夢の代』などにおいて日本書紀における応神天皇以前の記述について批判的に検討している。

### 近代日本の神話学
日本においての神話学の発展は、古代史としての神代史の発展に伴ってきたといわれる。
久米邦武が明治25年（1892年）、雑誌『史海』に転載した論文「神道ハ祭天ノ古俗」(発表は1891年)が神道家や国学者らによって問題となり、東京帝国大学教授を辞任するという久米邦武筆禍事件が起きた。この事件以降、神代史(日本の神話時代の研究)は一時的に停滞する。
明治32年（1899年）は、日本の神話学にとって画期であった。高山樗牛が、「古事記神代巻の神話及び歴史」を『中央公論』3月号に発表し、神代史の自由研究を提唱する。樗牛は、「神代巻は神話歴史両者の混淆なり」として、古事記等における神話部分と歴史部分との判定を論じた。また、スサノオがヴェーダ神話（インド神話）のインドラ神に類似し、また日本神話とポリネシア神話が類似しているとも説いた。アマテラスが太陽神であるとすれば、スサノオは嵐の神であり、神話としては太陽と嵐との戦いとも解釈しうるなどと論じている。なお高木敏雄は樗牛の説を大体においては間違っていないと評価している。この年には、ほかに、樗牛の説を批判した国学院の高橋龍雄の論考、スサノオを驟雨神として論じた比較宗教学の姉崎嘲風（姉崎正治）の論考が出された。
姉崎嘲風の論考においては日本神話は、説明神話、説話、史的伝説の三つの区分を行い、さらに説明神話は天然神話（自然神話）と人事神話に分けられた。
翌明治33年（1900年）の『帝国文学』では高木敏雄(1876年 - 1922年)が無記名で神話研究を発表しはじめ、同雑誌では上田敏や新村出らの神話関連論考も発表された。高木は明治37年(1904年)には『比較神話学』を刊行した。この研究にはマックス・ミュラーや、アンドリュー・ラング、エーレンライヒらの影響がみられる。高木はその後も比較神話学による日本神話研究を続け、昭和18年（1943年）に『日本神話伝説の研究』（平凡社東洋文庫、全2巻）にまとめられた研究をすすめた。また高木は柳田國男や折口信夫らとも交流があり、柳田・折口らによる民俗学においても日本神話の研究が展開した。しかし、のちに高木と柳田は決裂している。大林太良は高木の業績について、フランスのアンリ・マスペロやマルセル・グラネらが1920年代に発表した中国神話の研究や、ヴォルフラム・エーバーハルトの30年代の研究と比較しても、先駆というべきであり、東アジア神話学の先駆者であったと評価している。
1924年には鳥居龍蔵が『日本周囲民族の原始宗教』（岡書院）を刊行し、中央アジアの神話伝承が検討されはじめた。
日本の神話学においてはほかに松村武雄、松本信広、三品彰英、津田左右吉らの研究がある。
戦後の代表的な研究者には、大林太良、吉田敦彦、松村一男。
らがいる。

## 研究事例

### 琉球神話との比較
日本神話と琉球神話との比較は伊波普猷によってはじめられた。伊波は、明治37年（1904年）に発表し昭和17年（1942年）に改稿した「琉球の神話」の中で、『中山世鑑』の起源神話と『古事記』の淤能碁呂島神話、『宮古島旧記』の神婚説話と三輪山神話などの類似を指摘している。伊波の研究は後述する松本信廣のポリネシア神話との比較研究を経て、大林太良らによって展開された。
大林は、日本神話と奄美や沖縄の島々に伝承されている民間説話について、流れ島、天降る始祖、死体化生、海幸彦に関する伝承神話を比較検討し、南西諸島の神話伝承は、基本モチーフ、構造においては記紀神話と大幅な一致を見せるが、神名等においては一致しないことから、記紀にまとめられる前の共通の神話体系の母胎から分れて、南西諸島において保存された可能性を指摘している。
伊藤幹治は、日本と琉球の神話を比較し、漂える国（島）や天界出自の原祖、ヒルコ、穂落としなどのモチーフが共通して認められるとしながら、風による妊娠、原祖の地中からの出現、原祖の漂着、犬祖などは琉球神話にしか見られず、また穀物神話の死体化生モチーフは日本神話にしか見られないと指摘している。
遠藤庄治は、宮古列島の来間島豊年祭の由来譚が、南方系神話由来の日光感精による処女懐胎であることを説明した。『日本書紀』神代巻冒頭の天地が分かれる以前は鶏子のごとくであったとする条と天日槍伝承に見られる「赤玉を産む」という件りは、北方系神話由来の卵生神話に繋がり、来間島では豊年祭の由来として現在も語り継がれていると指摘している。

### 日本開闢神話とポリネシア創世神話
昭和6年（1931年）、松本信廣は『日本神話の研究』の中で、ローランド・ディクソンがポリネシアを分類するために設定した2つの図式「進化型」と「創造型」を用い、日本開闢神話をポリネシア創世神話の「進化型」と「創造型」の複合形であり、イザナギ・イザナミ神話から以降は「創造型」の形式を受け継いでいるものではないかとの説を発表した。
- 進化型とは、「系図型」ともいわれ、最初独化神が連続し、これが宇宙の進化の各段階を象徴し、後に夫婦神が現れて、最後に生まれた陰陽二神より万物が誕生したという筋の神話の型である。
- 創造型とは、最初神々は天上の世界に住み、その下には広々とした大海が横たわっているのみである。そこへある神が石を投げ込むと、それが最後には大地となり、その上に天上の者が下り、ついで人間が現れるという筋の神話の型である。

なお、松本はポリネシアと日本神話を比較するうえで、琉球の神話も重要視し、琉球の古神話がイザナギ・イザナミ神話の一異体であり、日本神話が琉球のそれを中間において、遠く南方の創造型神話と一脈の関連を持っているとした。松本による日本神話と汎太平洋神話との比較は、日本の比較民族学上の定説になっている。
また、岡正雄による日本の宇宙開闢神話の研究は、日本神話の出自＝系譜に関する歴史民族学的な研究を活発化し、その後、大林太良によって具体的展開を見ることになる、大林によれば、開闢神話以外のオオゲツヒメ・モチーフや海幸彦・山幸彦モチーフも南西諸島の神話に存している。
その他、以下の事例がこれまでに指摘されている。
- イザナギが黄泉の国から帰ってきたときに筑紫の日向にておこなった禊のときに左目を洗うとアマテラス（太陽）が、右目を洗うとツクヨミ（月）が誕生したという話の類似例としては、中国神話において創造神たる盤古の死体のうち左目が太陽に、右目が月に化生したとされる話が見られる[13]。

### 食物起源神話
民俗学者アードルフ・イェンゼンはインドネシア・セラム島のヴェマーレ族の神話からハイヌウェレ型神話という概念を提起した。ココヤシの花から生まれた少女ハイヌウェレは、宝物を大便として排出できた。踊りを舞いながら宝物を村人に配ったところ、村人は気味悪がって彼女を生き埋めにして殺した。ハイヌウェレの父親は、掘り出した死体を切り刻んであちこちに埋めた。すると、彼女の死体からは様々な種類の芋が発生し、人々の主食となった。この形の神話は、東南アジア、オセアニア、南北アメリカ大陸など、芋類を栽培して主食としていた民族の居住地域に広く分布している。イェンゼンはこれらの民族を「古栽培民」と分類し、人間や家畜など生け贄を屠った後で肉の一部を皆で食べ、残りを畑に撒く習慣があり、神話と儀礼とが密接に結びついているとした。
日本神話にもハイヌウェレ型の神話パターンはみられ、オオゲツヒメは、鼻や口、尻から食材を取り出して須佐之男命に差しあげたが、須佐之男命は食物を汚して差し出したと思って、オオゲツヒメを殺す。オオゲツヒメの屍体の頭からは蚕、目に稲、耳に粟、鼻に小豆、陰部に麦、尻に大豆などの食物の種が生まれた。カミムスビはこれらを取って五穀の種とした。他、保食神（ウケモチ）・ワクムスビにもハイヌウェレ型の説話が見られる（日本神話における食物起源神話を参照）。日本神話において発生したのは宝物や芋類ではなく五穀であることから、東南アジアから中国南部を経由して日本に伝わったでかとも考えられている。『山海経』には、中国南部にある食物神・后稷の墓の周りには、穀物が自然に生じているとの記述がある。

### ギリシア神話、インド=ヨーロッパ神話との比較
吉田敦彦は、1974年に刊行した『ギリシァ神話と日本神話 比較神話学の試み』『日本神話と印欧神話』をはじめ、以降、『日本神話の源流』、(『ヤマトタケルと大国主』)、『アマテラスの原像 スキュタイ神話と日本神話』、『日本の神話伝説』などの一連の比較神話学研究において、日本神話を他の国・地域の神話と比較分析している。
- 神武東征とトゥアサ・デー・ダナンのアイルランド征服神話[23]
- 応神天皇伝説とインド=ヨーロッパ語族神話の太陽神生誕神話[23]
  - オセットのソスラン誕生神話とオシホミミ[23]